# Gakkelrug

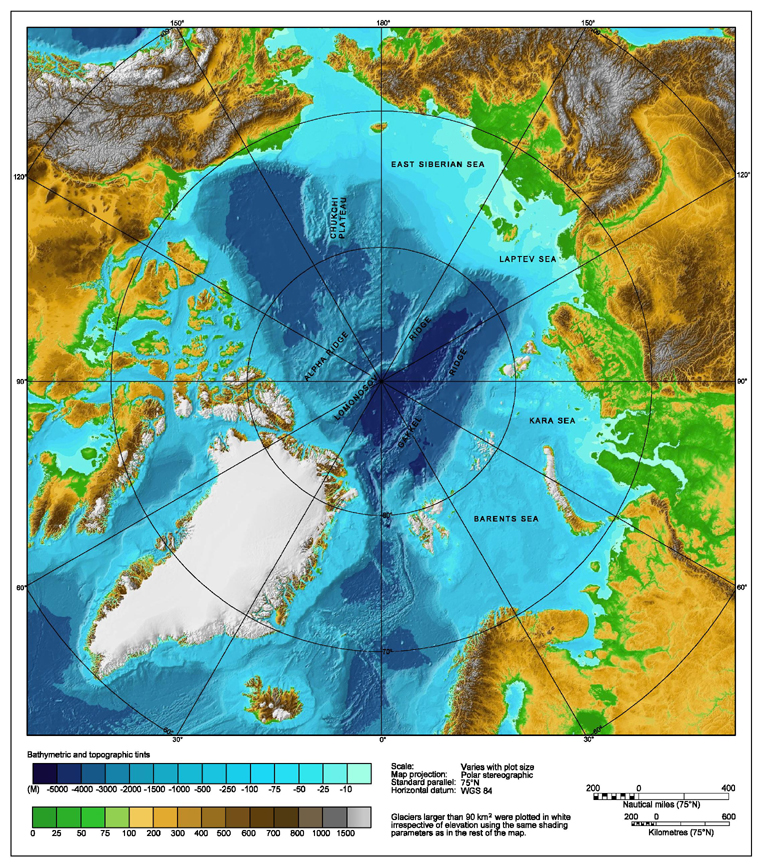
Bathymetrische kaart van de Noordelijke IJszee. De Gakkelrug loopt langs de Noordpool parallel aan de Lomonosovrug

De Gakkelrug is een onderzeese rug waar de Noord-Amerikaanse Plaat en de Euraziatische Plaat van elkaar vandaan bewegen. Het gebied ligt in de Noordelijke IJszee en strekt zich uit over een lengte van ongeveer 1800 kilometer. Geologisch gezien verbindt deze het noordelijke uiteinde van de Mid-Atlantische Rug rug met de breuk onder de Laptevzee.
De Sovjet-Russische poolonderzoeker Yakov Yakovlevich Gakkel vermoedde het bestaan en (bij benadering) de ligging van deze rug. Dit vermoeden werd bevestigd door expedities van zijn landgenoten rond het jaar 1950. De rug is naar hem vernoemd.
Van alle divergente plaatgrenzen gaat de Gakkelrug het traagst uiteen: minder dan een centimeter per jaar.
Vroeger dacht men dat het gebied vulkanisch inactief was, maar in 1999 vond een wetenschappelijke expeditie met een kernonderzeeër een aantal actieve onderzeese vulkanen langs deze rug. Dit onderzoek werd in 2001 gevolgd door twee ijsbrekers, de Duitse Polarstern en de Healy van de VS, met wetenschappers die de rug onderzochten en steenmonsters namen. Hierbij stuitte men ook op hydrothermale bronnen. In 2007 zette de Woods Hole Oceanographic Institution de Arctic Gakkel Vents Expedition op touw om deze nader te onderzoeken.